# Синий сорокопутовый личинкоед
Синий сорокопутовый личинкоед (лат. Cyanograucalus azureus) — вид птиц из семейства личинкоедовых. Единственный представитель рода Cyanograucalus. Распространён в Африке. Подвидов не выделяют. Ранее данный вид включали в состав рода Coracina, который был разделен на основании результатов молекулярно-филогенетического исследования, опубликованного в 2010 году, и Coracina azurea был выделен в монотипический род Cyanograucalus.

## Описание
Синий сорокопутовый личинкоед достигает длины около 21 см и массы от 43 до 51 г. Взрослые самцы почти полностью ярко-синего цвета. Лоб, предглазничная область и полоса над глазом чёрные. Подбородок иссиня-чёрный, горло ультрамаринового цвета, рулевые перья чёрные (центральная пара с синей окантовкой). Крылышко, первостепенные и второстепенные маховые перья чёрного цвета (с синей окантовкой). Радужная оболочка от коричневато-красной до тёмно-малиновой; клюв и ноги чёрные. Самка похожа на самца, но не ярко-синяя, а с зеленоватым оттенком, горло одинаковой окраски с нижней частью тела. Молодые особи похожи на самок, но перья на брюхе с белой окантовкой, второстепенные и первостепенные кроющие перья с голубовато-серыми крапинками и белой окантовкой, третьестепенные маховые перья с чёрными и белыми полосами по краям, кончик хвоста белый, глаза коричневато-красные. Неполовозрелые особи не описаны.
Относительно громкая птица. Позывки включают в себя хриплое, гнусавое «chwee-ep» или «chuee», короткое «chupr» и серию звуков «tuk». В Габоне песня представляет собой чистое, мощное, приглушенное «peeeoo», предваряемое коротким «chup»; звуки произносятся через равные промежутки и часто перемежаются «chup-puji» или «wee-chup», а также щебечущим «chachachachacha». Песня в Кот д'Ивуаре — смесь возрастающих и понижающихся носовых нот «pooeet-pooit-pooeet-peeoo», перемежаются острыми, быстрыми носовыми нотами «wer-tit».

## Распространение и места обитания
Синий сорокопутовый личинкоед распространён в Африке от Сьерра-Леоне и юго-востока Гвинеи, с перерывами до юга Ганы, запада Того, юга Нигерии и юго-запада Камеруна и на юг до Габона, юго-запада Конго и прилегающих территорий северо-запада Анголы; а также до юго-запада Центральноафриканской Республики и севера, востока и центра Демократической Республики Конго.
Естественными местами обитания являются равнинные первичные леса и зрелые вторичные леса, а также  открытые участки леса и иногда поляны; редко переходит на опушки. В Конго встречается на высотах ниже 1190 м над уровнем моря.

## Биология
Синий сорокопутовый личинкоед добывает пищу в листве верхних ярусов и кронах деревьев; совершает вылазки подобно мухоловкам (Muscicapidae), хватая добычу в воздухе и с листвы; также собирает, бегая или прыгая по веткам и лианам, и подбирает добычу с нижней стороны листьев. Часто присоединяется к смешанным группам кормящихся птиц, особенно в сухой сезон. В состав рациона входят в основном гусеницы и кузнечики (Orthoptera); а также термиты (Isoptera), жуки (Coleoptera), улитки (Gastropoda); иногда фрукты.
Биология размножения практически не исследована. Сезон размножения в основном продолжается с ноября по март, когда выпадает относительно мало осадков. Моногамный вид, вероятно, территориальный. Гнездо сооружается из лишайников и паутины и размещается на горизонтальной ветке дерева.